# Jaromír Vlk
Jaromír Vlk (* 4. března 1949 Zbrašov) je bývalý československý atlet, který se specializoval na vrh koulí.
V roce 1972 reprezentoval na letních olympijských hrách v Mnichově, kde skončil devátý. O rok později získal bronzovou medaili na halovém ME v Rotterdamu, kde mj. vybojoval zlato Jaroslav Brabec. Na halovém mistrovství Evropy v Göteborgu 1974 skončil šestý.
V roce 1978 se umístil na mistrovství Evropy v Praze na sedmém místě (19,53 m). O dva roky později se stal v Sindelfingenu halovým vicemistrem Evropy. Na olympiádě v Moskvě v témž roce skončil ve finále sedmý (20,24 m).